# Mesa de los Huicholes
Mesa de los Huicholes är en ort i Mexiko.   Den ligger i kommunen Del Nayar och delstaten Nayarit, i den centrala delen av landet, 700 km nordväst om huvudstaden Mexico City. Mesa de los Huicholes ligger 1 073 meter över havet och antalet invånare är 134.
Terrängen runt Mesa de los Huicholes är huvudsakligen lite bergig. Mesa de los Huicholes ligger uppe på en höjd. Runt Mesa de los Huicholes är det mycket glesbefolkat, med 5 invånare per kvadratkilometer. Närmaste större samhälle är Los Encinos, 17,6 km öster om Mesa de los Huicholes. I omgivningarna runt Mesa de los Huicholes växer huvudsakligen savannskog.